# Do You Believe in Magic
Singles de Lovin' Spoonful
You Didn't Have to Be So Nice
(1965)
Do You Believe in Magic est une chanson du groupe de rock américain Lovin' Spoonful.
Publiée en single sous le label Kama Sutra Records en juillet 1965, elle a atteint la 9e place du Hot 100 du magazine musical américain Billboard, passant en tout 13 semaines dans le chart. La chanson sera aussi incluse dans le premier album de Lovin' Spoonful, Do You Believe in Magic, qui sortira en novembre de la même année.
En 2002, la chanson a reçu le Grammy Hall of Fame Award.
En 2004, Rolling Stone a classé cette chanson, dans la version originale de Lovin' Spoonful, 216e sur sa liste des « 500 plus grandes chansons de tous les temps ». (En 2010, le magazine rock américain a mis à jour sa liste, maintenant la chanson est 218e.)

## Composition
La chanson a été écrite par John Sebastian. L'enregistrement de Lovin' Spoonful a été produit par Erik Jacobsen.

## Reprises
La chanson a été notamment reprise par Shaun Cassidy en 1978 et par Aly & AJ en 2005.
Elle a également été utilisée dans de nombreuses publicités de McDonald's, avec des paroles modifiées.
The Pogues l'ont enregistrée en 1986.